# 강용주
강용주는 대한민국의 의사이다. 광주트라우마센터 초대 센터장이다.

## 생애
1980년 고등학교 3학년이었고 5·18 민주화운동에 참여했다. 1980년 5월 19일부터 시위 참가, 유인물 배포 등을 했고 1980년 5월 27일 계엄군이 도청을 함락하기 전까지 총을 들고 도청 앞을 사수했다. 도망나왔다는 죄책감 등으로 심적 고통이 심해 고등학교를 자퇴하게 되고 전라북도에 위치한 절에서 몇 개월 생활하였다. 1980년 겨울 포장마차를 하며 지내다가 어머니의 권유와 옛 담임 교사의 도움으로 1981년 고등학교에 복학하였고 전남대학교 의과대학에 입학했다. 1980년 5월 당시 의사나 간호사들이 목숨을 걸고 부상자들을 돌보는 것을 보고 깊이 감명을 받아 의료인의 길을 걷기로 결심하였던 것이다. 또한 학생운동에도 뜻을 두었다. 그러다가 1985년 전두환 정부가 학생운동을 탄압하기 위해 구미유학생간첩단사건을 조작했고 강용주도 이 사건에 연루되어 사형 구형, 무기징역을 선고받고 14년 동안 감옥 생활을 했다. '공산주의자'란 혐의로 감옥에 갇혔지만 끝까지 전향을 거부했다. 이 사건에 대해 대한민국 국가안전기획부는 북한의 지령과 공작금을 받은 유학생 양동화에게 포섭당해 간첩활동을 했다고 발표했다. 출소 후 복학하여 의과대학 5년을 마치고 인턴 과정과 레지던트 과정을 거쳐 2008년초 가정의학과 전문의 자격증을 획득했다. 그 무렵 조작간첩사건 피해자들이 재심을 진행하고 있다는 소식을 접했고 재심이 제대로 진행되려면 피해자들이 고문과 감옥 생활의 후유증을 제대로 치유해야 한다고 생각했다. 고문피해자들은 다른 피해자들의 진상 규명과 치유를 돕기 위해 2010년 사단법인 '진실의 힘(이사장 명진 스님)'을 만들었고 강용주도 이사로 참여했다. 이후 2012년 광주트라우마센터 설립에 참여하고 초대 센터장이 되었다.

## 약력
1962년 광주생

1980년 5월 광주 동신 고등학교 3학년 광주 민중항쟁 참가.

1981년 1년간의 도주생활 후 광주 동신 고등학교 복학

1982년 전남대 의대 입학. 학생운동 참여

1985년 구미유학생간첩단 사건으로 안기부 연행, 무기징역 선고

1992년 사상전향제도 철폐 헌법소원

1998년 UN인권이사회에 개인통보( Individual communication)제출. 2003년 7월

인권이사회로부터 “한국의 사상전향제도가「시민적 및 정치적 권리에 관한

국제규약」제26조(평등권)와 제18조 제1항(사상•양심의 자유), 제19조

제1항(표현의 자유)을 침해한 것”이라는 결정통보

1998년 준법서약서 거부하여 구미유학생간첩단 사건 관련자중 혼자만 석방 안됨

1999년 준법서약서 쓰지 않고 세계 최연소 비전향 장기수로 출소 (14년 복역)

1999년 8월 전남대 의예과 복학

2001년 보안관찰대상자 신고 의무 위반으로 불구속 기소

2002년 보안관찰처분 취소 행정소송, 패소

2004년 2월 전남대 의대 졸업 , 의사면허 취득

2008년 가정의학전문의 취득

- 현재 고문피해자치유모임 활동(재단법인 진실의 힘)

- 현재 UN 고문피해자 지원의 날 기념 대회(6월 26일) 조직

2008 ~ 2010년 국가인권위원회 사회권 전문위원(건강권)

2008 ~ 2009년 국가인권위원회 세계인권 선언 60주년 기념 인권 홍보대사
2009~2022년 (재)진실의힘 이사

2009 ~ 현재 <아나파 의원> 원장 
2010년 서울대병원과 대한의사협회공동개설 의료경영 고위과정(AHP) 수료

한림국제 대학원 대학교 사회과학 최고위 과정 수료

2012년 ~ 현재 광주 트라우마 센터 초대센터장

2013년 광주일보 창사 61주년 광주전남 미래인물 61인 선정

2014년 광주 MBC 창사 50주년 희망인물 선정